# Eurovision Song Contest 1958

Deltagande länder.
Länder som tävlat förut men inte deltog 1958.

Eurovision Song Contest 1958 sändes den 12 mars 1958 från AVRO-Studios i Hilversum, Nederländerna, i och med att Nederländerna året före hade vunnit med låten "Net als toen". Corry Brokken som året före vunnit tävlingen för Nederländerna, deltog även detta år, men hamnade nu på en delad sista tillsammans med Luxemburg. 
Programledare var Hannie Lips. Till skillnad mot övriga eurovisionfinaler, inleddes detta års tävling dock inte med att programledaren hälsade studio- och TV-publik välkomna. Första tävlande land, Italien, började i stället direkt efter att öppningsmusiken spelats klart. Hannie Lips kom in i sändningen först efter att samtliga bidrag framförts. Hon meddelade då att på grund av störningar i länknätet hade inte samtliga länder kunnat se det italienska bidraget, varför Italien fick framföra sitt bidrag igen.  
Kapellmästare var Dolf van der Linden. Varje lands jury bestod detta år av tio medlemmar, där varje medlem hade en röst att lägga på sin favorit.
Sverige debuterade i Eurovision song contest detta år med låten "Lilla stjärna", som framfördes av Alice Babs. Låten hamnade på en fjärde plats med 10 poäng.
Segraren detta år blev André Claveau, som representerade Frankrike, med låten Dors, mon amour ("Sov, min älskade"). 
Det blev första gången som själva värdlandet hamnade på sista plats, och första gången som fler än ett land fick dela på sistaplatsen. Tillsammans med Eurovision Song Contest 1956 är det också den enda upplaga av tävlingen där ingen engelskspråkig låt framfördes.

## Återkommande artister
| Land          | Artist           | Tidigare år | Placering |
| ------------- | ---------------- | ----------- | --------- |
| Belgien       | Fud Leclerc      | 1956        | Oplacerad |
| Nederländerna | Corry Brokken    | 1956        | Oplacerad |
| Nederländerna | Corry Brokken    | 1957        | 1:a       |
| Schweiz       | Lys Assia        | 1956        | 1:a       |
| Schweiz       | Lys Assia        | 1957        | 8:e       |
| Västtyskland  | Margot Hielscher | 1957        | 4:e       |

## Bidragen
| Nr | Land          | Artist           | Sång                             | Översättning | Språk             | Placering | Poäng |
| -- | ------------- | ---------------- | -------------------------------- | ------------ | ----------------- | --------- | ----- |
| 1  | Italien       | Domenico Modugno | Nel blu dipinto di blu (Volare)  | —            | Italienska        | 3         | 13    |
| 2  | Nederländerna | Corry Brokken    | Heel de wereld                   | —            | Nederländska      | 9         | 1     |
| 3  | Frankrike     | André Claveau    | Dors, mon amour                  | —            | Franska           | 1         | 27    |
| 4  | Luxemburg     | Solange Berry    | Un grand amour                   | —            | Franska           | 9         | 1     |
| 5  | Sverige       | Alice Babs       | Lilla stjärna                    | —            | Svenska           | 4         | 10    |
| 6  | Danmark       | Rachel Rastenni  | Jeg rev et blad ud af min dagbog | —            | Danska            | 8         | 3     |
| 7  | Belgien       | Fud Leclerc      | Ma petite chatte                 | —            | Franska           | 5         | 8     |
| 8  | Västtyskland  | Margot Hielscher | Für zwei Groschen Musik          | —            | Tyska             | 7         | 5     |
| 9  | Österrike     | Liane Augustin   | Die ganze Welt braucht Liebe     | —            | Tyska             | 5         | 8     |
| 10 | Schweiz       | Lys Assia        | Giorgio                          | —            | Tyska, Italienska | 2         | 24    |

## Omröstningen
Omröstningen bjöd på lite spänning detta år. Sverige tog ledningen efter första omröstningen, men tappade denna direkt till Frankrike som för tillfället tog en stor ledning före samtliga konkurrenter. Vid fjärde omröstningen hade dock Italien kommit ikapp och låg jämsides med Frankrike. Vid femte omröstningen drog Frankrike iväg på nytt och behöll ledningen och vann tävlingen, dock med endast tre poängs marginal. Denna mycket knappa seger visar att det franska bidraget knappast vann i egenskap av favoritbidrag bland jurygrupperna. Vinnarlåten är idag också praktiskt taget bortglömd, förutom bland inbitna eurovisionfans.  
| Röster (→) Bidrag (↓) | Totalt | CH | AT | DE | BE | DK | SE | LU | FR | NL | IT |
| --------------------- | ------ | -- | -- | -- | -- | -- | -- | -- | -- | -- | -- |
| Italien               | 13     | 1  | 1  | 4  | 4  |    | 1  |    | 1  | 1  |    |
| Nederländerna         | 1      | 1  |    |    |    |    |    |    |    |    |    |
| Frankrike             | 27     | 1  | 7  | 1  | 1  | 9  | 1  | 1  |    |    | 6  |
| Luxemburg             | 1      | 1  |    |    |    |    |    |    |    |    |    |
| Sverige               | 10     | 3  | 1  |    | 1  |    |    | 3  |    | 2  |    |
| Danmark               | 3      |    |    |    |    |    | 1  |    | 1  | 1  |    |
| Belgien               | 8      | 1  |    | 5  |    | 1  | 1  |    |    |    |    |
| Västtyskland          | 5      |    | 1  |    | 1  |    | 1  |    | 2  |    |    |
| Österrike             | 8      | 2  |    |    | 1  |    | 1  | 1  | 3  |    |    |
| Schweiz               | 24     |    |    |    | 2  |    | 4  | 5  | 3  | 6  | 4  |